# 徐夢秋
徐夢秋（1895年—1976年5月22日），中國近代政治人物。

## 早年
1901年生於安徽省壽縣的一個殷實家庭。10歲時，徐家發生變故，家道中落。20年代初，徐夢秋因參加學生運動，曾多次被學校開除。1923年，得知部分左翼人士將開辦上海大學後，徐夢秋前往該校就讀，並在當年先後加入中國共產主義青年團、中國共產黨。

## 中共黨員時期
1924年，徐本尋求考入黃埔軍校，但因父親病危而錯過機會。1925年—1927年，先後在國民革命軍第一師、第十四師、第十二師政治部工作，其間參加了國民革命軍北伐。1927年四一二事件發生時，因正在醫院住院而逃過抓捕。後前往蘇聯東方勞動者共產主義大學學習。1930年返回中國後，於1931年1月進入中共江西蘇區，任中國工農紅軍軍委秘書；1931年年底，轉入紅軍總政治部。1933年底，轉任紅軍大學教師，後參加長征，並在途中因凍傷雙腿截肢。隨紅軍進入延安後，曾參與《紅軍長征記》的寫作。
1937年，徐夢秋本打算赴蘇聯治病，但途中被當時親蘇親共的新疆軍閥盛世才留用，任新疆教育廳副廳長、新疆學院院長，後升為新疆省編譯委員會委員長、新疆教育廳代廳長，一度在新疆中共黨員中地位僅次於陳潭秋。1941年，徐夢秋再次赴蘇聯治病，但同年蘇德戰爭爆發，徐夢秋只得自哈薩克返回新疆。

## 倒戈
1942年春，盛世才決定倒向國民政府，將徐夢秋、陳潭秋、毛澤民等在疆共產黨員抓捕、軟禁。1943年2月7日，徐夢秋入獄。在獄中，徐夢秋受刑訊逼供後決定脫離中共倒向中國國民黨，後出獄。1945年到重慶，並於1946年被國民政府任用為國民政府軍事委員會調查統計局（軍統）特種問題研究組少將組長。

## 逝世
1949年，徐夢秋未獲准隨中華民國政府到台灣，後於當年6月到已被中共佔領的南京，希望通過與他是故交的南京市公安局長周興獲得中共方面諒解，但中共方面卻指示周興將徐夢秋抓捕。徐夢秋旋即被關入南京市老虎橋監獄，後被判處無期徒刑。1976年5月22日，徐夢秋在獄中去世。